# Aguada (Porto Rico)
Pour les articles homonymes, voir Aguada.
Ne doit pas être confondu avec Aguadas.
Aguada est une municipalité de l'île de Porto Rico (code international : PR.AD) qui s'étend sur 78 km2 et compte 38 136 habitants en 2020.

## Géographie
L'émetteur très basse fréquence d'Aguada est utilisé par l'US Navy pour communiquer avec les sous-marins.

## Culture
- L'église San Francisco de Asís